# Edmonton Oil Kings
Edmonton Oil Kings – juniorska drużyna hokejowa grająca w WHL w dywizji centralnej, konferencji wschodniej. Drużyna ma swoją siedzibę w Edmonton w Kanadzie
Został założony w 2007. Drużyna rozgrywa mecze w hali Rexall Place.

## Osiągnięcia
- Ed Chynoweth Cup: 1971, 1972, 2012, 2014
- Scotty Munro Memorial Trophy: 1967, 1971, 2012
- Memorial Cup: 2014